# Lepidotarsa habrodelta
Lepidotarsa habrodelta là một loài bướm đêm thuộc họ Oecophoridae. Nó được tìm thấy ở New South Wales, Nam Úc và Victoria.

## Hình ảnh

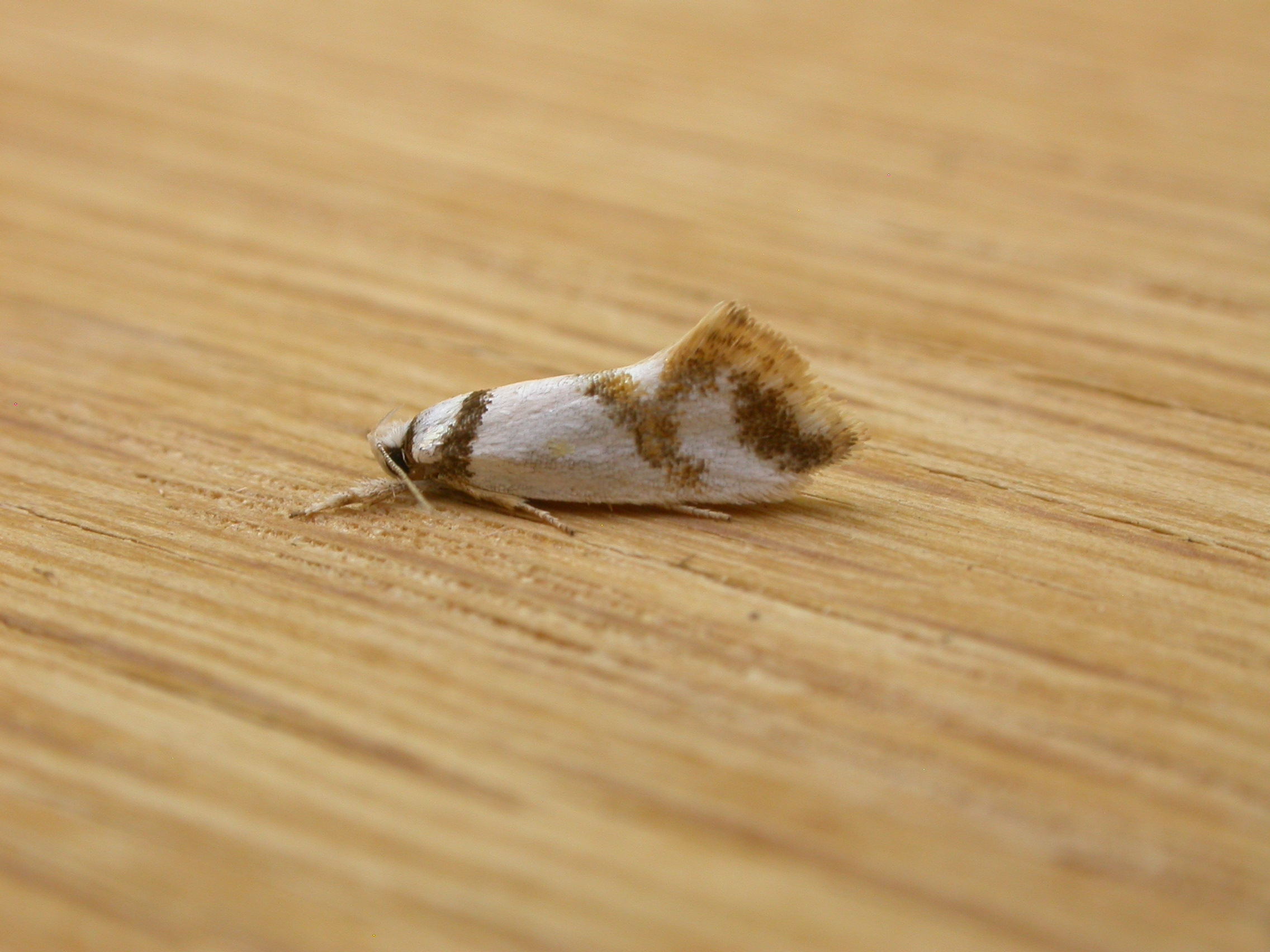